# Richard B. Allen

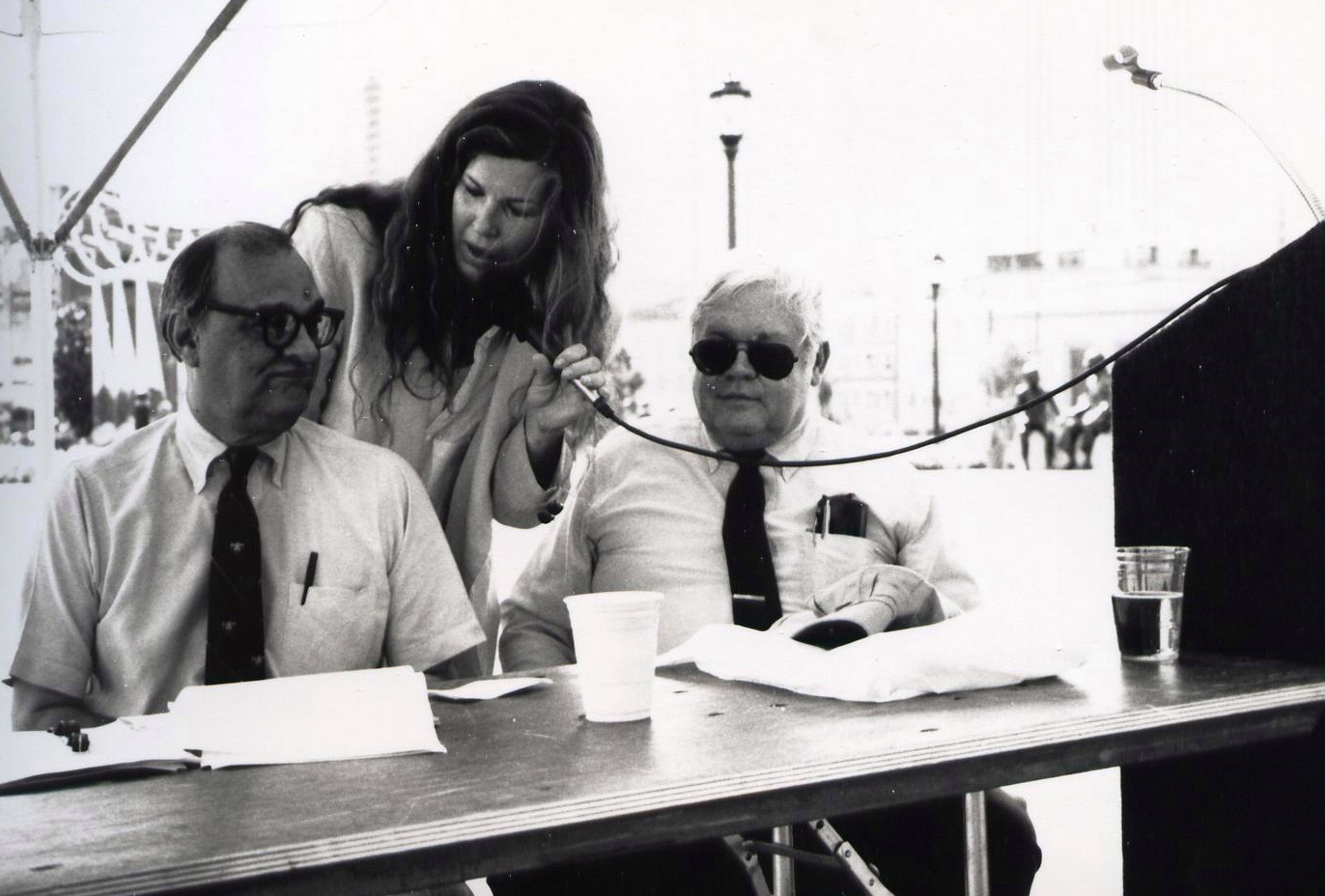
Richard B. Allen (rechts) 1991 bei einer Diskussion mit Donald Marquis und Dawn Dedeaux in New Orleans

Richard Binion „Dick“ Allen (* 29. Januar 1927 bei Milledgeville, Georgia; † 12. April 2007 in Dublin, Georgia) war ein US-amerikanischer Jazzhistoriker und -autor, der auch als Dozent tätig war.

## Leben und Wirken
Allen wuchs in Georgia auf. Sein Vater war Psychiater in einem Sanatorium (Allen´s Invalid Home) seiner Geburtsstadt, das auch schon von dessen Vorfahren geleitet wurde. Er studierte an der Princeton University und war im Zweiten Weltkrieg bei der Navy in Gulfport (Mississippi) stationiert. In dieser Zeit begann seine Beschäftigung mit der Geschichte des New Orleans Jazz, wozu er häufig nach New Orleans reiste. 1945 hörte er Big Eye Louis Nelson in der Luthjens Dance Hall. Nach dem Krieg machte er einen Bachelor-Abschluss an der University of Georgia. Statt seiner Ausbildung zum Psychiater oder Arzt fortzusetzen, wohnte er ab 1949 in New Orleans und begann dort 1951 mit Oral History Interviews von Jazzveteranen und Zeitzeugen des frühen Jazz, während er sich mit Jobs zum Beispiel in Buch- und Plattenläden finanzierte. Er arbeitete im Plattenladen des Diskographen Orin Blackstone in New Orleans und wurde später dessen Partner im Laden und hatte Mitte der 1950er einen eigenen Laden. Für seine Interviews erhielt er später eine Unterstützung der Ford Foundation. In die Jazzszene von New Orleans wurde er durch seinen langjährigen Freund Monk Hazel eingeführt.
Er wollte mit seinen Interviews eine Master-These schreiben und wandte sich 1958 an den Vorstand der Historischen Fakultät der Tulane University William Ransom Hogan, der ihn begeistert unterstützte. Statt für ein Diplom verwendet zu werden, dienten die Interviews dem Aufbau des Jazzarchivs der Tulane University (William Ransom Hogan Jazz Archive) und Allen wurde Assistant Curator unter dem Jazzhistoriker Bill Russell. 1965 wurde Allen Kurator, was er bis 1980 blieb. Mit Bill Russell und anderen kamen über 2000 Interviews zusammen (alle auf Tonband aufgenommen und transkribiert), davon rund 500 von ihm selbst geführt. Er lebte bis 2003 in New Orleans und ging krankheitsbedingt in ein Pflegeheim.
Allen war auch Anlaufstelle für Besucher von New Orleans, die sich für Jazzgeschichte und Jazz interessierten, wie Ken Colyer 1953, Stanley Kubrick (damals 1950 Fotograf) und Whitney Balliett 1966 (dargestellt in seinem Essay Mecca, Louisiana, The New Yorker, 11. Juni 1966). Balliett bezeichnete ihn als „Curator of New Orleans Jazz“, einen „freundlichen, unermüdlichen und kühlen Vergil“ („a kind, indefatigable, and cool Vergil“.) und beschrieb ihn als klein, rundlich und mit kugelförmigen Kopf, mit einer Vorliebe nicht nur für Jazz, sondern auch für die Küche von Louisiana. Er war ein von den schwarzen Musikern akzeptiertes Original im French Quarter, der bei Beginn seiner Forschungen noch ständig durch die Jim-Crow-Gesetze behindert war.
Allen arbeitete außerdem für Organisationen wie die American Historical Association, American Musicological Society und die Smithsonian Institution. Er publizierte regelmäßig in Jazz-Magazinen wie Storyville, Footnote, Studies in Jazz Discography, JazzTimes, The Mississippi Rag, wirkte als Programm-Gestalter beim Newport Jazz Festival und dem Smithsonian Folklife Festival mit und war Mitarbeiter beim Journal of Jazz Studies und dem Mecca magazine. Allen unterrichtete ferner Jazzgeschichte am Tulane’s University College, schrieb viele Liner Notes und Zeitschriftenartikel über New Orleans Jazz. Er wirkte bei der Veröffentlichung des Buch Brass Bands and New Orleans Jazz von William J. Schafer mit und gehörte zu den Gründern des jährlich stattfindenden New Orleans Jazz & Heritage Festival. George Wein fragte ihn 1970 bei der Gründung um Rat und er empfahl zwei seiner Mitarbeiter, Allison Miner (1949–1995) und Quint Davis (* 1947), die dann zu den Hauptorganisatoren gehörten.
1992 beendete er seine Lehrtätigkeit an der Tulane University, blieb aber weiterhin in der dortigen Jazz-Gemeinde aktiv. 2003 verließ er New Orleans und lebte in einem Pflegeheim.
Allen nahm auch Posaunen-Unterricht bei Manuel Manetta (1889–1969), der auch unter anderem Jelly Roll Morton unterrichtete.

## Publikationen (Auswahl)
- Publikationen im The Jazz Archivist (William Ransom Hogan Archive of New Orleans Jazz)
  - Speaking of Jazz  – Frank Netto, New Orleans Owls, Rene Netto, Tony Almerico. (1987)
  - Speaking of Jazz: The First Interview  – Steve Brown, New Orleans Rhythm Kings. (1987)
  - Speaking of Jazz: Godfrey Mayor Hirsch – Biographical sketch of New Orleans musician Godfrey Hirsch; Johnny Bayersdorffer, New Orleans Owls, Saenger Theater, Louis Prima, Dawnbusters. (1989)
  - The Local and International Dave Winstein – Part 2 – Continued from vol. IV, no. 1; Sharkey Bonano, Dawnbusters, Pinky Vidacovich, Ellis Stratakos Orchestra, American Federation of Musicians, AFM Local 174. Vol. V, no. 1-2 (1990)
  - Who Was Bennie Pottle? - Discussion of name authority issues and other anomalies encountered in New Orleans jazz research; Brunies Brothers, Lester Bouchon, Paul Barbarin. (1990)
  - A Testament to Two Friends – Memorial to Chester Zardis, Percy Humphrey. (1991)